# Второй Киевский
Второй Киевский — хутор в Кашарском районе Ростовской области. Административный центр Киевского сельского поселения.

## География
Хутор Второй Киевский расположен на расстоянии 15 километров от села Кашары – районного центра, он находится в самом центре Кашарского района. Ближайшая железная дорога расположена на расстоянии 85 километров в городе Миллерово. Расстояние до Ростова-на-Дону составляет 330 километров.  

### Улицы
| - пер. Братский, - пер. Вольный, - пер. Звездный, - пер. Луговой, - пер. Молодёжный, - пер. Московский, - пер. Прохладный, - пер. Речной, - пер. Тихий, | - ул. Гагарина, - ул. Есенина, - ул. Мира, - ул. Озерная, - ул. Победы, - ул. Свободы, - ул. Солнечная. |

## История
В августе 1963 г. в состав включен хутор Первый Киевский.

## Население
| 2010 |
| ---- |
| 445  |